# متحف داهش للفنون
متحف داهش للفنون (بالإنجليزية Dahesh Museum of Arts) متحف متخصص بالرسم الأكاديمي الأوروبي الحديث من القرن التاسع عشر وبدايات القرن العشرين، ويجمع مجموعات الدكتور داهش، مؤسس الداهشية.
وتأسس المتحف في نيويورك عام 1987 بشكل مستقل، وانتقل إلى بناية في الجادة الخامسة في نيويورك عام 1995 وإلى مقرّه الحالي في ماديسون أفينيو عام 2007.

## وصلات خارجية
موقع متحف داهش للفنون